# Kalkbolle
Kalkbolle eller kalkknold er en rund eller pudeformen kugle af kalksten i skifer, dannet ved udfælding af calciumkarbonater fra porevatnet under eller efter aflejring af det oprindelige lersediment. Mindre kalkboller kan også opstår ved delvis opløsning af alt dannede kalkstenslag, mens det endnu lå på havbunden. 
I Norge er kalkbollerne særligt kendt fra kambro-siluraflejringerne i Oslofeltet. I alunskiferen optræder de som sorte kugler der lugter dårligt når man slår dem i stykker. Derfor bliver de også kaldte stinkkalkboller. 